# Paul T. Hogan
Paul T. Hogan foi um jogador de futebol americano estadunidense que foi campeão da Temporada de 1926 da National Football League jogando pelo Frankford Yellow Jackets.